# Antoni Fedorowicz
Antoni Fedorowicz (ps. Łebek; ur. 13 czerwca 1931 w Zdołbunowie, zm. 9 stycznia 1998 w Otwocku) – polski nauczyciel, działacz harcerski, krajoznawczy i samorządowiec, prezydent Otwocka (1990–1994).

## Życiorys
Urodził się na Wołyniu. Jego ojciec Ewaryst walczył w obronie ludności polskiej na Kresach Wschodnich w oddziale Feliksa Jaworskiego (1917–1918). W czasie II wojny światowej przebywał wraz z rodziną w Piotrkowie Trybunalskim, gdzie kształcił się w szkole. Był członkiem Szarych Szeregów, a także Armii Krajowej. Pod koniec lat czterdziestych ukończył konspiracyjną podchorążówkę Wojska Polskiego. W 1956 roku ukończył studia z dziedziny historii sztuki w Katolickim Uniwersytecie Lubelskim. Kształcił się także na studiach pedagogicznych. Podjął pracę jako nauczyciel w Otwocku i Karczewie. W latach 1956–1959 był aktywny w otwockim hufcu Związku Harcerstwa Polskiego, następnie zaś zatrudnił się w zakładzie poprawczym w Falenicy oraz schronisku dla nieletnich na Okęciu. Został nauczycielem i kierownikiem szkoły specjalnej. 
Od 1966 działał w Polskim Towarzystwie Turystyczno-Krajoznawczym, udzielał się jako przewodnik, działacz turystyczny, organizator rajdów. W latach osiemdziesiątych zaangażował się w działalność w NSZZ Solidarność, następnie zaś w Komitecie Obywatelskim w Otwocku. Po pierwszych wolnych wyborach samorządowych został wybrany na urząd prezydenta miasta, funkcję sprawował do 1994. Za jego kadencji otwarto Muzeum Ziemi Otwockiej. Po odejściu z funkcji prezydenta podjął działalność w Otwockim Towarzystwie Przyjaciół Szkoły Katolickiej, był inicjatorem i założycielem tej szkoły. Angażował się na rzecz Kresów Wschodnich. 
Zmarł w 1998, został pochowany na cmentarzu w Otwocku. Był odznaczony Złotym Krzyżem Zasługi, srebrną i złotą Odznaką Honorową „Za Zasługi dla Warszawy”, srebrną i złotą Odznaką Honorową PTTK.